# Pniowiec (potok)
Pniowiec (Piniowiec; nazwy lokalne: Potok Pniowiecki, Pniówka) – potok, prawostronny dopływ Stoły o długości 7,95 km. Przepływa przez Staw Siwcowy i przez dzielnicę Tarnowskich Gór – Pniowiec, po czym wpada do Stoły w pobliżu oczyszczalni ścieków w dzielnicy Strzybnica.